# Micah Stock
Micah Stock (nacido el 31 de diciembre de 1988) es un actor estadounidense mejor conocido por sus papeles en la exitosa película de Sundance Brittany Runs a Marathon, como Doug en Bonding de Netflix y como Kevin en la serie original de FX Kindred.

## Primeros años
Stock nació y creció en Dayton, Ohio. Se graduó en el Conservatorio de Artes Teatrales y Cine de la Universidad Estatal de Nueva York en Purchase y fue compañero de clase de Chris Perfetti.

## Carrera
En 2021, Stock consiguió un papel protagónico junto a Jon Hamm y Tina Fey en la película independiente dirigida por John Slattery Maggie Moore(s).
El National Geographic Channel anunció en 2019 que Stock aparecería como uno de los astronautas originales de Mercury Seven, Donald K. "Deke" Slayton, en la serie de televisión de Disney+ The Right Stuff.
Es conocido por sus colaboraciones con el dramaturgo Terrence McNally, incluidas And Away We Go Off-Broadway y It's Only a Play on Broadway; este último de los cuales fue nominado a un Premio Tony al mejor actor de reparto en una obra de teatro. Recibió un premio Theatre World en 2015 por su destacado debut en un espectáculo de Broadway.

## Filmografía

### Películas
| Año  | Título                              | Papel     | Notas      |
| ---- | ----------------------------------- | --------- | ---------- |
| 2012 | King Kelly                          | Josh      |            |
| 2017 | Newly Single                        | Shane     |            |
| 2018 | Life Itself                         | Barista   |            |
| 2018 | Terrence McNally: Every Act of Life |           | Documental |
| 2019 | Brittany Runs a Marathon            | Seth      |            |
| 2023 | Maggie Moore(s)                     | Jay Moore |            |

### Televisión
| Año       | Título              | Papel           | Notas                           |
| --------- | ------------------- | --------------- | ------------------------------- |
| 2011      | Pan Am              | Lareau          | Episodio: "The Genuine Article" |
| 2012      | Law & Order: SVU    | Goat Mask Actor | Episodio: "Theatre Tricks"      |
| 2013      | Deception           | Reed Philbin    | 3 episodios                     |
| 2018      | Escape at Dannemora | Kenny Mitchell  | 2 episodios                     |
| 2018      | Compliance          | Marcus          | Película de televisión          |
| 2018–2021 | Bonding             | Doug            | 14 episodios                    |
| 2020      | Tales of the City   | Jonah           | Episodio: "Next Level Sh*t"     |
| 2020      | Amazing Stories     | Jake Taylor     | Episodio: "The Cellar"          |
| 2020      | The Right Stuff     | Deke Slayton    | 8 episodios                     |
| 2022      | Kindred             | Kevin Franklin  | 8 episodios                     |